# David G. Myers
David Guy Myers (* 20. September 1942 in Seattle) ist ein Professor der Psychologie am Hope College in Michigan (USA) und Autor mehrerer Standardwerke der Psychologie. Ferner schrieb er einige allgemeine Bücher zum christlichen Glauben.
1967 machte er seinen Ph.D. in Psychologie an der University of Iowa.
Zurzeit lebt er in Holland (Michigan) und hat mit seiner Frau Carol Myers drei Kinder.

## Veröffentlichungen (Auswahl)
Eine vollständige Liste findet sich auf Myers’ Website (siehe Weblinks).
- Social Psychology. MacGraw-Hill, New York NY u. a. 1983, ISBN 0-07-044273-8 (Dazu Begleitheft: Martin Bolt: Teacher’s Resource and Test Manual to Accompany Social Psychology.).
- The Pursuit of Happiness. Who is happy – and why. Morrow, New York NY 1992, ISBN 0-688-10550-5.
- mit Ed Diener: Who is happy? In: Psychological Science. Band 6, Nummer 1, 1995, S. 10–19, doi:10.1111/j.1467-9280.1995.tb00298.x.
- Exploring Psychology. Worth, New York NY 1990, ISBN 0-87901-439-3.
- Psychology. Worth, New York NY 1986, ISBN 0-87901-311-7
  - Übersetzung der 12. Auflage: Psychologie. Springer-Medizin, Springer Berlin, Heidelberg 2023, eBook ISBN 978-3-662-66765-1, Hardcover ISBN 978-3-662-66764-4